# Celita Alamilla Padrón
Celita Trinidad Alamilla Padrón (20 de junio de 1943) es una escritora, investigadora y expolítica mexicana del Partido Acción Nacional.
De 2000 a 2003 se desempeñó como Diputada de la LVIII Legislatura del Congreso Mexicano en representación de Nuevo León.